# Vaqif Cavadov
Vaqif Fizuli oğlu Cavadov (Baku, 25 maggio 1989) è un allenatore di calcio ed ex calciatore azero, di ruolo attaccante.

## Palmarès

### Club
- Coppa dell'Azerbaigian: 1

Qarabağ: 2008-2009
- Campionato olandese: 1

Twente: 2009-2010
- Supercoppa dei Paesi Bassi: 1

Twente: 2010

### Individuale
- Calciatore azero dell'anno: 1

2009